# NWA Wildside
NWA Wildside — нині не активний американський промоушн реслінгу, заснований Стівом Мартінсом в місті Корнелія, штат Джорджія у вересні 1997 року.
NWA Wildside вважається найголовнішою частиною реслінг-альянсу National Wrestling Alliance. Також вважається одним з найпопулярніших промоушенів за кількістю перекладами.

## Історія
Спочатку Wildside називався National Championship Wrestling і був у власності Стіва Мартінса, який часто виступав на бійцівському рингу. У грудні 1999 року NWAW об'єдналася з NWA Georgia і після цього перейшов у власність Білла Беренса.

## Територія розвитку талантів WCW
WCW фактично арендував NWAW для облаштування підготовчого майданчика для молодих талантів. Відразу після підписання угоди керівництво WCW відправило таких реслерів як Шеннон Мур, Джеймі Нобл, Марк Jindrak і Елікс Скіппер на підготовку.
Незабаром WCW запросив на роботу вжа популярних на той час реслерів: Ей Джей Стайлза, Френка «Air» Періса, Onyx, Девіда Янга і Ріка Майклса.
Зі створенням Total Nonstop Action Wrestling, різні зірки NWA Wildside як: Abyss, Онікс, Слім Джей, Хотстафф Ернандес, Джейсон Кросс, Джиммі Рейв, Altar Boy Luke, Метт Сідал, Delirious і Тоні Mamaluke підписали контракти з TNA.

## Відмінність у рекламих акціях
NWA Wildside виходила в ефір щотижня о 1:00 на національному телеканалі і на піку популярності шоу транслювалося на понад 40% території США.
Наприкінці 2004 року Wildside транслювалося по реслінг-каналу у Великій Британії.
Дві найголовніші відмінності від інших федерацій: перша це те що бійці могли додавати свій креатив під час матчу, а друге — це коментатори Ден Вілсон і Стівен Празак, які розглядали шоу як справжнє дійство.

## Занепад
У квітні 2005 року NWA Wildside починає співпрацю з найбільшим промоушном реслінгу — World Wrestling Entertainment. Потім Білл Беренс починає співпрацю з Джоді Гамільтоном, власником Deep South Wrestling.
Після того як Беренс залишив справи, NWAW припинила своє існування.

## Чемпіонські титули
- NWA Wildside Heavyweight Championship
- NWA Wildside Junior Heavyweight Championship
- NWA Wildside Tag Team Championship
- NWA Wildside Television Championship
- NWA Wildside United States Heavyweight Championship

## Відомі реслери
- Рон Кіллнгс
- Метт Сідал